# Глас Господа
«Глас Го́спода» («Го́лос не́ба», пол. Głos Pana) — роман польского писателя Станислава Лема. Был впервые выпущен издательством Czytelnik в 1968 году.
Это роман в жанре научной фантастики с философским подтекстом. Рассказывает об усилиях учёных над раскодированием, переводом и пониманием космического сигнала.
«Глас Господа», наряду с «Солярисом» и «Кибериадой», является одним из самых известных произведений писателя.

## Сюжет
Повествование ведётся от первого лица, в стиле мемуаров математика, профессора Питера Э. Хогарта, который был привлечён к секретному проекту Пентагона, проводимому в невадской пустыне, где учёные работали над раскодированием того, что выглядело как сигнал, посылаемый из дальнего космоса. По ходу повествования, Хогарт — или скорее сам Лем — раскрывает перед читателем множество споров на стыке космологии и философии: от обсуждений эпистемологии, теории систем, теории информации и вероятностей, через идеи эволюционной биологии и возможные формы и мотивы внеземного разума, с отступлениями в сторону этики исследований, спонсируемых военными, до пределов человеческой науки, ограниченной человеческой природой, подсознательно проецирующей себя на анализ любого неизвестного объекта.

## Издания
В СССР на русском языке роман был опубликован в 1971 году в переводе Ариадны Громовой и Рафаила Нудельмана под названием «Голос неба». В этом издании были исключены сцена расстрела евреев, рассуждения о гонке вооружений, ряд философских размышлений.